# Lithocarpus caudatilimbus
Lithocarpus caudatilimbus är en bokväxtart som först beskrevs av Elmer Drew Merrill, och fick sitt nu gällande namn av Aimée Antoinette Camus. Lithocarpus caudatilimbus ingår i släktet Lithocarpus och familjen bokväxter.
Artens utbredningsområde är Hainan (Kina). Inga underarter finns listade.